# Oscar Dansk
Lars Gustaf Oscar Dansk (ur. 28 lutego 1994 w Sztokholmie) – szwedzki hokeista, gracz NHL, reprezentant Szwecji.

## Kariera klubowa
- Shattuck St. Mary's (2007–2010)
- Brynäs IF (2010–2012)
- Erie Otters (2012–2014)
- Columbus Blue Jackets (2014–2017)
  -  Springfield Falcons (2014–2015)
  -  Kalamazoo Wings (2014–2015)
  -  Rögle BK (2015–2017)
- Vegas Golden Knights (2017–)
  -  Chicago Wolves (2017–)

## Kariera reprezentacyjna
- Reprezentant Szwecji na MŚJ U-18 w 2012
- Reprezentant Szwecji na MŚJ U-20 w 2013
- Reprezentant Szwecji na MŚJ U-20 w 2014

## Sukcesy
Reprezentacyjne
- Srebrny medal z reprezentacją Szwecji na MŚJ U-18 w 2012
- Srebrny medal z reprezentacją Szwecji na MŚJ U-20 w 2013
- Srebrny medal z reprezentacją Szwecji na MŚJ U-20 w 2014

Indywidualne
- Najlepszy bramkarz MŚJ U-20 w 2014
- KHL (2021/2022):
  - Drugie miejsce w klasyfikacji skuteczności interwencji w fazie play-off: 93,3%
  - Pierwsze miejsce w klasyfikacji średniej goli straconych na mecz w fazie play-off: 1,76